# Neck Deep
Neck Deep — валлийская поп-панк группа из города Рексем, образованная в 2012 году вокалистом Беном Барлоу и гитаристом Ллойдом Робертсом. Вместе они опубликовали в интернете песню What Did You Expect от имени группы Neck Deep. Песня привлекла внимание в интернете, после чего к ней присоединились ритм-гитарист Мэтт Уэст, барабанщик Дани Вашингтон и басист Фил Торп-Эванс. Они выпустили два EP Rain in July (2012) и A History of Bad Decisions (2013), прежде чем подписали контракт с Hopeless в августе 2013 года.
После выхода их дебютного альбома Wishful Thinking в январе 2014 года, группа стала полноценным проектом. Вскоре после выхода их второго альбома Life’s Not Out To Get You в августе 2015 года, Робертс покинул группу из-за обвинений в сексуальных домогательствах, и Сэм Боуден (бывший участник групп Climates и Blood Youth) пришёл на его место. Третий альбом группы The Peace and the Panic был выпущен в августе 2017 года. В феврале 2020 года в группу присоединился недавний соавтор и басист Себ Барлоу в качестве официального участника, в том же году 24 июля группа анонсировала их четвёртый альбом под названием All Distortions Are Intentional.

## История

### Ранняя карьера (2012—2013)
Будущий вокалист группы Бен Барлоу познакомился с гитаристом Ллойдом Робертсом, когда старший брат Барлоу, Сэб, записывал песни для хардкор-группы Spires, в котором играл также и Робертс. В это время, Бен Барлоу писал поп-панк песни самостоятельно для удовольствия. 19 апреля 2012 года дуэт опубликовал песню «What Did You Expect?» в интернете под именем Neck Deep, которое было позаимствовано от одноимённой песни группы Title Fight. Песня стала обретать популярность в интернете, и это привело к тому, что дуэт пригласил гитариста Мэтта Уэста, который также играл в Spires, и барабанщика Дани Вашингтона. Позже у ним присоединился басист Фил Торп-Эванс.11 июня группа подписала контракт с американским лейблом We Are Triumph. Большинство песен группа записала на чердаке дома Бена.
В сентябре 2012 года группа выпустила свой первый мини-альбом Rain in July, и на группу стали обращать внимание. 3 декабря состоялся первый концерт Neck Deep. На своем втором концерте группа подписала контракт с менеджером и группа отправилась в тур по Великобритании в поддержку Hacktivist. В феврале 2013 года группа выпустила второй мини-альбом A History of Bad Decisions EP. После этого Neck Deep отправились во Флориду, где сыграли 2 концерта. В августе группа подписала контракт с Hopeless.

### Дальнейшая карьера и изменения в составе (2014—2018)
14 января 2014 года группа выпустила свой дебютный альбом Wishful Thinking. По словам вокалиста, с выходом альбома Neck Deep стала полноценным музыкальным коллективом, её участники бросили работу и учёбу и стали посвящать себя группе. В начале 2014 года группа гастролировала по Великобритании в качестве основной поддержки We Are the In Crowd, а затем выступили в рамках тура Vans Warped Tour. В это же время группа выиграла премию Kerrang! за Лучший дебют 2014 года. Группа возглавляла тур вместе с Knuckle Puck (США), Seaway (Канада) и Trophy Eyes (Австралия), продолжала выступать в Великобритании. Тур должен был начаться в январе 2015 года и продлиться до конца февраля.
В конце 2014 года они начали записывать свой второй альбом Life’s Not out To Get You, релиз которого был назначен на 14 августа.
22 августа 2015 года были выдвинуты обвинения в сексуальных домогательствах против гитариста Ллойда Робертса, в которых Робертс был обвинен в отправке неподобающих фотографий несовершеннолетней девушке. Робертс опроверг эти утверждения. Группа ответила, что они были в курсе ситуации и заявили, что Робертс покинет Neck Deep, чтобы не испортить отношение фанатов к группе. 13 октября 2015 года Робертс опубликовал заявление, в котором объяснил, что полиция сняла с него все обвинения, и намекнул, что у него нет никаких планов вернуться в группу. 17 декабря 2015 года Сэм Боуден (бывший участник групп Climates и Blood Youth), официально присоединился к группе в качестве своего нового ведущего гитариста.
27 июня 2016 года группа начала писать новый материал для третьего альбома группы The Peace and the Panic. 15 января 2017 года вокалист группы Бен Барлоу заявил, что группа всегда должна показывать прогресс в своей музыке и объясняет, как смерть его отца повлияла на его мотивацию для написания альбома. 5 апреля 2017 года группа закончила работу над альбомом. 21 мая Neck Deep выпустили две новые песни Where Do We Go When We Go и Happy Judgement Day вместе с музыкальными клипами для них.
4 сентября 2018 года басист Фил Торп-Эванс объявил об уходе из группы. Он сказал, что хотел продолжить свою карьеру в качестве продюсера.

### Тур с Blink-182 иAll Distortions Are Intentional(2019—настоящее время)
27 июня 2019 года Neck Deep выпустили новый сингл под названием She’s a God. Летом они отправились в тур с Blink-182 и Lil Wayne. На сцене была исполнена в том числе и песня December, которую Neck Deep записали в 2015 году совместно с Марком Хоппусом, вокалистом Blink-182.
В феврале 2020 года брат Бена, Себ Барлоу официально присоединился к группе в качестве басиста. Он заменил Джошуа Холлинга, который вернулся в группу в качестве фотографа. В тот же день Neck Deep предоставили фотографии, видео, даты туров и объявления. Заголовок с надписью «Вы приглашены в Sonderland» с датой 28.02.20 - 29.02.20. Их тур будет проходить в  Великобритании и США в течение 2020 года, а их новый альбом All Distortions Are Intentional вышел 24 июля.
В июле 2020 года группа планировала выступить на фестивале Park Live в Москве.

## Стиль и влияние
Neck Deep — это поп-панк группа, напоминающая The Electric Diorama, Blink-182, New Found Glory, Sum 41, The Wonder Years, Green Day и The Descendants. Вокалист Бен Барлоу заявил, что на группу самое большое влияние оказали A Day to Remember, а также раннее творчество Fall Out Boy и Sum 41. У Neck Deep есть два «Набора Музыки», добавленных в Counter-Strike: Global Offensive (ныне Counter-Strike 2). Набор музыки Life’s Not Out to Get You был выпущен 8 ноября 2016 года, а музыкальный комплект The Lowlife Pack был выпущен 18 марта 2021 года. Набор Музыки Lowlife Pack включает в себя отрывки из All Distortions is Intentional.

## Состав группы
- Бен Барлоу — вокал (2012—н.в.)
- Мэтт Поулз — ударные (2022—н.в.)
- Мэтт Уэст — ритм-гитара (2012—н.в.)
- Сэм Боуден — соло-гитара (2015—н.в.)
- Сэб Барлоу — бас-гитара, бэк-вокал  (2020—н.в.)

##### Бывшие участники
- Дани Вашингтон — ударные (2012—2022)
- Джошуа Холлинг — бас-гитара (2019)
- Ллойд Робертс — соло-гитара (2012—2015)
- Фил Торп-Эванс — бас-гитара, бэк-вокал (2012—2018)

##### Гастролирующие участники
- Ханна Гринвуд — бэк-вокал (2019)
- Саксл Роуз - саксофон (2018-2019)

## Дискография

### Студийные альбомы
| Название                        | Информация                                        |
| Rain in July                    | - Дата выпуска: 14 января 2014 - Лейбл: Hopeless  |
| Life's Not Out to Get You       | - Дата выпуска: 14 августа 2015 - Лейбл: Hopeless |
| The Peace and the Panic         | - Дата выпуска: 18 августа 2017 - Лейбл: Hopeless |
| All Distortions Are Intentional | - Дата выпуска: 24 июля 2020 - Лейбл: Hopeless    |
| Neck Deep                       | - Дата выпуска: 19 января 2024 - Лейбл: Hopeless  |

### EP
| Название                              | Информация                                                    |
| Rain in July                          | - Дата выпуска: 11 September 2012 - Лейбл: We Are Triumphant  |
| A History of Bad Decisions            | - Дата выпуска: 19 February 2013 - Лейбл: —                   |
| Tour Split (совместно с Knuckle Puck) | - Дата выпуска: 25 February 2014 - Лейбл: Hopeless/Bad Timing |
| Serpents                              | - Дата выпуска: 10 March 2016 - Лейбл: Hopeless               |
| In Bloom: Versions                    | - Дата выпуска: 1 August 2018 - Лейбл: Hopeless               |

### Другие появления
| Название                                  | Год  | Альбом                         |
| ----------------------------------------- | ---- | ------------------------------ |
| Juneau (Funeral for a Friend cover)       | 2015 | Worship and Tributes           |
| Don't Tell Me It's Over (Blink-182 cover) | 2015 | Kerrang! Ultimate Rock Heroes! |
| Torn (Ednaswap cover)                     | 2018 | Songs That Saved My Life       |

## Награды
Kerrang! Awards
| Год  | Номинируемая работа | Категория                     | Результат |
| ---- | ------------------- | ----------------------------- | --------- |
| 2014 | Neck Deep           | Лучший дебют в Великобритании | Победа    |
| 2018 | In Bloom            | Лучший сингл                  | Победа    |

Alternative Press Music Awards
| Год  | Номинируемая работа | Категория           | Результат |
| ---- | ------------------- | ------------------- | --------- |
| 2016 | Neck Deep           | Лучшая живая группа | Победа    |

Rock Sound
| Год  | Номинируемая работа | Категория                | Результат |
| ---- | ------------------- | ------------------------ | --------- |
| 2017 | Neck Deep           | Лучшая британская группа | Победа    |